# Louise Marie van Frankrijk

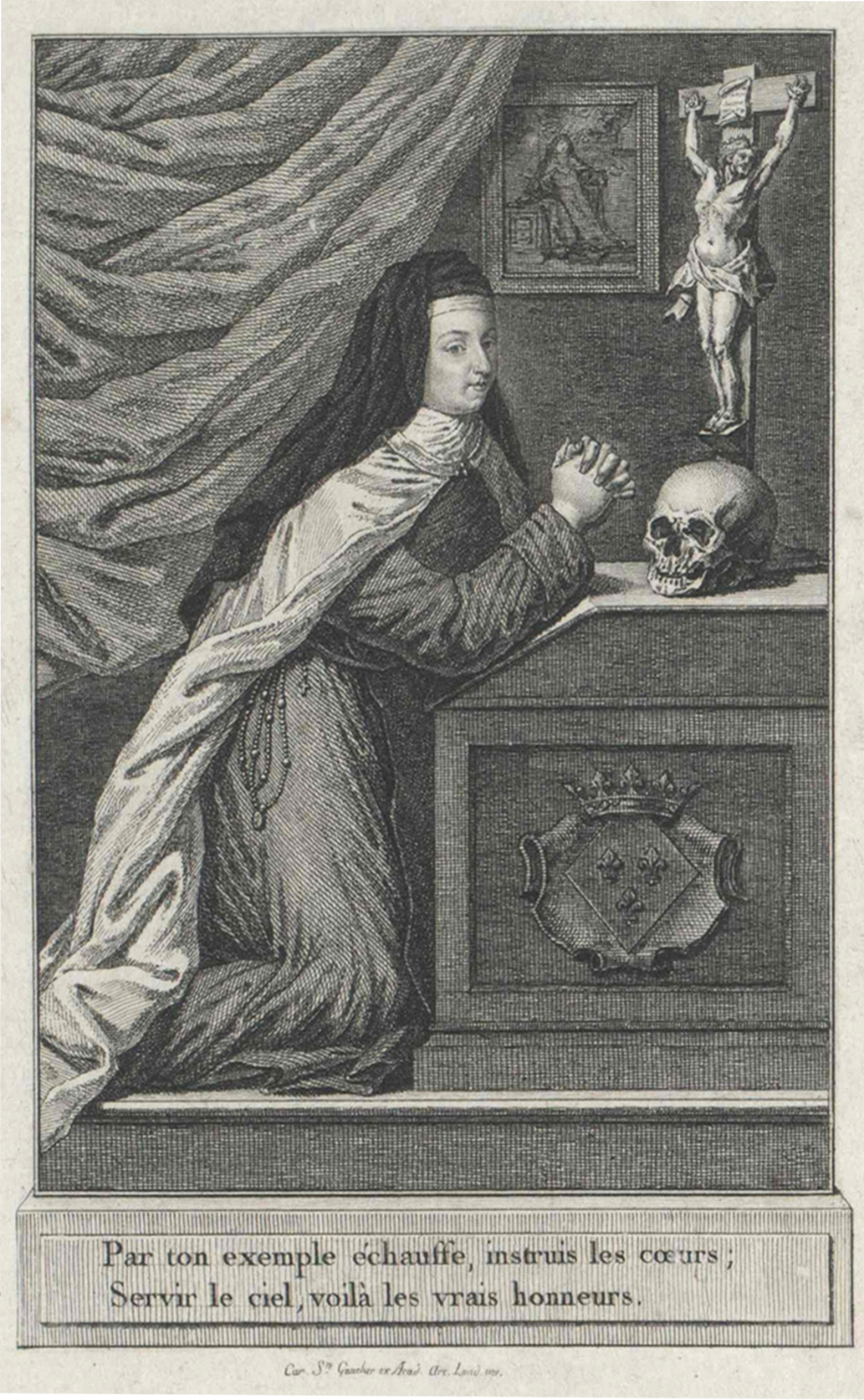
Louise als karmelietes

Louise Marie van Frankrijk (Versailles, 15 juli 1737 - Saint-Denis, 23 december 1787) was de achtste dochter en de jongste van de tien kinderen van de Franse koning Lodewijk XV en van koningin Maria Leszczyńska. Louise Marie overleefde haar vader, moeder, en al haar broers en zusters behalve haar twee oudere zusters Adélaïde en Victoire.
Louise werd geboren in het Kasteel van Versailles, en kreeg de bijnaam "Madame Septième" (een van haar oudere zusters stierf voor haar geboorte) of "Madame Dernière", later werd ze Madame Louise genoemd. Ze werd opgevoed in de Abdij van Fontevraud samen met de andere jongste dochters van Lodewijk XV, Victoire, Sophie en Thérèse Félicité (die op achtjarige leeftijd stierf).
Geen van haar vaders plannen om haar uit te huwelijken kwamen in vervulling, ze zag het als haar levenstaak om antwoorden te zoeken op haar vragen binnen het geloof. In 1748 werd er gefluisterd dat koning Lodewijk, Louise had uitgehuwelijkt aan Karel Eduard Stuart. Ze zei tegen haar vader: "N'ai-je pas sujet d'être bien inquiète puisqu'on me destine un époux, moi qui n'en veux d'autre que Jésus-Christ?" (vrij vertaald: "Ik zou me geen zorgen hoeven te maken om een man, want ik wil geen andere dan Jezus Christus").
Louise kwam terug aan het Hof in 1750. In 1770 vroeg zij, tot ieders verbazing, toestemming aan haar vader om een karmelietes te mogen worden. Ze was ervan overtuigd dat wanneer ze intrad alle schuld vereffend zou worden die haar vader had gemaakt tijdens zijn regering. Ze sloot zich aan bij de kloostergemeenschap in Seine-Saint-Denis. Louise werd Moeder-Overste van de kloostergemeenschap in Saint-Denis, en deed een goed woordje bij haar vader voor de Oostenrijkse karmelieten die werden vervolgd door keizer Jozef II van het Heilige Roomse Rijk, uiteindelijk werden de Oostenrijkse karmelieten Frankrijk binnen gelaten. Louise Marie stierf in Saint-Denis, waar ze leed aan maagklachten die misschien werden veroorzaakt door vergiftiging. Haar laatste woorden waren: "Au paradis! Vite! Au grand galop!" (vrij vertaald: "Naar het Paradijs. In snelle galop!"). 
Net zoals alle andere graven in de Saint-Denisbasiliek werd ook haar graf vernield tijdens de Franse Revolutie. Paus Pius IX verklaarde haar op 19 juni 1873 eerbiedwaardig. Haar viering is op 23 december.